# Europaschutzgebiet Bangs–Matschels

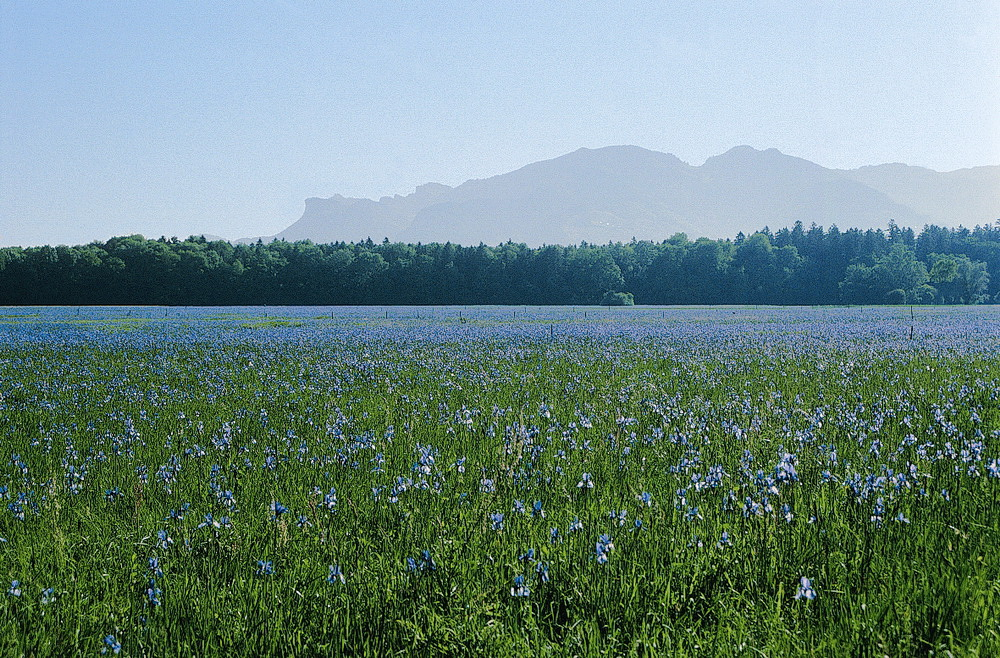
Irisblüte

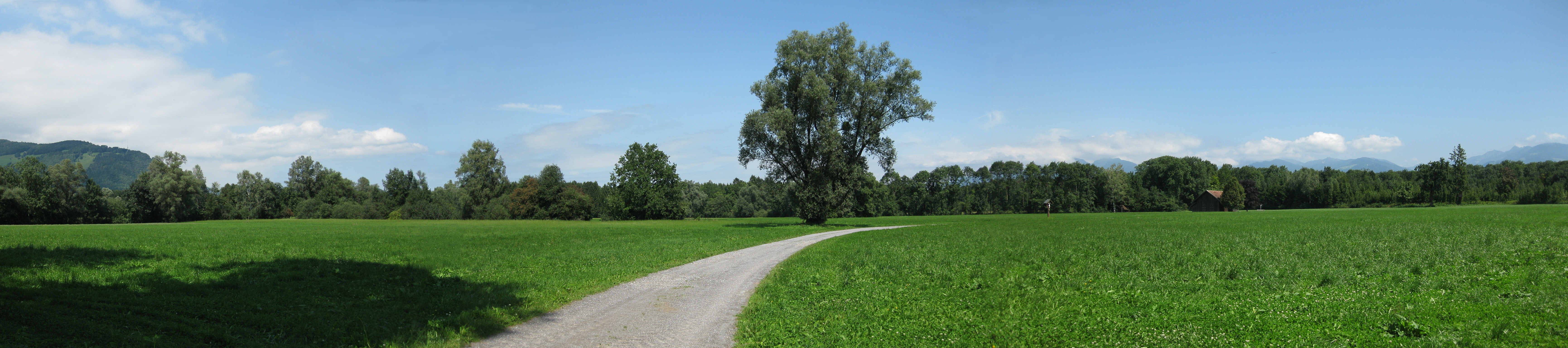
Obermatschels

Das Europaschutzgebiet Bangs–Matschels (Natura-2000-Gebiete) liegt in der Gemeinde Feldkirch in Vorarlberg, Österreich. Es umfasst Wald, einzelne Bäume und kleine Baumgruppen sowie ein ausgedehntes  Hochmoor und Streuwiesen.
Zweck des Europaschutzgebietes Bangs–Matschels ist der Schutz hier lebender gefährdeter wildlebender heimischer Pflanzen- und Tierarten und ihrer natürlichen Lebensräume sowie der Erhalt des Jahrhunderte alten Kulturlandes.

## Rechtliche Grundlage
Das Europaschutzgebiet Bangs–Matschels wurde gemäß Vorarlberger Naturschutzverordnung als solches mit einem einfachen Landesgesetz ausgewiesen. Grundlage für die Unterschutzstellung ist die Flora-Fauna-Habitat-Richtlinie 92/43/EWG (FFH-Richtlinie) und die Vogelschutzrichtlinie der Europäischen Union. Bereits seit 1974 hat das Bangs–Matschels den Schutzstatus als Landschaftsschutzgebiet.

## Topografie
Das Europaschutzgebiet Bangs–Matschels liegt nordwestlich zur Schweizer- und liechtensteinischen Grenze (Dreiländereck) auf dem Gemeindegebiet von Feldkirch und hat in etwa die Form eines unförmigen Dreiecks. Das gesamte Gebiet besteht aus dem Banges Ried und dem Gebiet der Wüstung Matschels. Es hat nur wenig Gefälle und liegt in einer Höhe von etwa 430 m ü. A. und hat eine Fläche von etwa 447 Hektar.
Auf der nordöstlichen Seite wird das Europaschutzgebiet von der denaturierten und begradigten Ill begrenzt. Auf der nordwestlichen und westlichen Seite vom Alpenrhein. Im Südwesten grenzt an das Bangser Ried das seit 1978 besonders geschützte liechtensteinische Naturschutzgebiet Ruggeller Riet (90,86 ha) an (siehe auch: Flora und Fauna in Ruggell. Das Ruggeller Riet ist das größte der elf Naturschutzgebiete in Liechtenstein). Getrennt lediglich durch einen Entwässerungsgraben. Seit einer Erweiterung im Jahre 1982 beträgt das Schutzgebiet in Liechtenstein 93,4 ha.

## Schutzzweck und -umfang
Im Sinne der Flora-Fauna-Habitat-Richtlinie (Anhänge I und II der FFH-Richtlinie) und zum Vogelschutz sind für dieses Schutzgebiet folgende Besonderheiten maßgebend und geschützt:
- Prioritärer Lebensraum
  - Auenwälder mit Schwarz-Erle und Gemeine Esche,
  - Moor-Wiesenvögelchen,
  - Artenreiche montane Borstgrasrasen (submontan auf dem europäischen Festland) auf Silikatböden.
- Weiters
  - kalkreiche Niedermoore,
  - Pfeifengraswiesen (Molinion caeruleae) auf kalkreichem Boden, torfigen und tonig-schluffigen Böden,
  - Hartholzauenwälder mit Stieleiche, Flatterulme, Feldulme, Gemeine Esche oder Schmalblättrige Esche,
  - Gelbbauchunke,
  - Groppe,
  - Heller Wiesenknopf-Ameisenbläuling,
  - Dunkler Wiesenknopf-Ameisenbläuling,
  - Skabiosenscheckenfalter (Euphydryas aurinia).[9]

Für die Erklärung zum Vogelschutzgebiet waren maßgeblich:
- Brutvorkommen der Arten des Anhang I der Vogelschutzrichtlinie
  - Wachtelkönig,
  - Neuntöter,
  - Wespenbussard,
  - Schwarzmilan sowie
  - Arten des Anhang I der Vogelschutzrichtlinie auf Durchzug.

Weitere Pflanzen: z. B. Sumpf-Schwertlilie, Sumpf-Gladiole, Duft-Lauch. In Untersuchungen wurde in dieser Umgebung über 1100 Schmetterlingsarten nachgewiesen (z. B. auch: Skabiosen-Scheckenfalter). Die hier befindlichen Waldflächen bilden das größte geschlossene Waldgebiet der Talsohle des unteren Alpenrheintals. Ca. 80 ha (rund 18 %) der geschützten Landschaft der Flachmoore besteht aus Feuchtwiesen (Streuwiese), die nur einmal im Jahr gemäht werden.

## Nutzung und Verkehr
Das Europaschutzgebiet wird als Naherholungsgebiet und für die Streuegewinnung genutzt. Während der Irisblüte im Mai jeden Jahres ist das Gebiet Ruggell-Bangs-Matschels gut besucht. Es sollen jedes Jahr zwei bis drei Millionen Iris (Ilgen) blühen. Das angrenzende und botanisch eine Einheit bildende Ruggeller Riet wurde am 3. Mai 1980 von Elisabeth II. mit ihrem Gatten Philip in Begleitung des Fürstenpaares Franz Josef II. und Georgina von Wilczek besucht.
Das Europaschutzgebiet wird von der Landesstraße L 53 (Bangser Straße, auch Rheinstraße) gequert (zum Zollamt Bangs/Rüthi).